# Калва (Каліфорнія)
Калва (англ. Calwa) — переписна місцевість (CDP) в США, в окрузі Фресно штату Каліфорнія. Населення — 1776 осіб (2020).

## Географія
Калва розташована за координатами 36°42′49″ пн. ш. 119°45′40″ зх. д. / 36.71361° пн. ш. 119.76111° зх. д. (36.713730, -119.761239).  За даними Бюро перепису населення США в 2010 році переписна місцевість мала площу 1,62 км², уся площа — суходіл.

## Демографія
Згідно з переписом 2010 року, у переписній місцевості мешкали 2052 особи в 480 домогосподарствах у складі 412 родин. Густота населення становила 1269 осіб/км².  Було 531 помешкання (328/км²).
Расовий склад населення:
| - 48,5 % — білих - 3,3 % — корінних американців - 2,1 % — азіатів - 1,2 % — чорних або афроамериканців - 0,4 % — вихідців з тихоокеанських островів - 41,2 % — осіб інших рас |

До двох чи більше рас належало 3,3 %. Частка іспаномовних становила 90,1 % від усіх жителів.
За віковим діапазоном населення розподілялося таким чином: 35,8 % — особи молодші 18 років, 58,2 % — особи у віці 18—64 років, 6,0 % — особи у віці 65 років та старші. Медіана віку мешканця становила 25,6 року. На 100 осіб жіночої статі у переписній місцевості припадало 114,4 чоловіків;  на 100 жінок у віці від 18 років та старших — 120,6 чоловіків також старших 18 років.